# Опрема рагбиста за рагби 13
Опрема рагби фудбалера за рагби 13 се драстично разликује од опреме играча за амерички фудбал.
Рагбиста, тринаестичар, играч рагби лиге носи чарапе, штуцне, копачке, гаће, шорц, мајицу и дрес. Обавезан део заштите је само гума за зубе, а сваки рагбиста има слободну вољу да одлучи, да ли ће због безбедности и здравља, ставити на себе још и костобране, суспензор за заштиту полног органа, штитнике за рамена - "нараменице" и капу за рагби.
 

## Извори, фусноте и референце
1. ↑  „Архивирана копија” (PDF). Архивирано из оригинала (PDF) 29. 11. 2015. г. Приступљено 10. 10. 2015.